# Slank
Slank – największy indonezyjski zespół rockowy, założony w 1983 roku w Dżakarcie.
Swój debiutancki album – Suit-Suit...He-He – wydali w 1990 roku.
W skład formacji wchodzą: perkusista Bim2x, wokalista Kaka, gitarzyści Abdee i Ridho oraz basista Ivanka.
Trzy spośród utworów zespołu znalazły się w zestawieniu 150 indonezyjskich utworów wszech czasów, opublikowanym przez lokalne wydanie magazynu „Rolling Stone” („Memang” na pozycji 14., „Pulau Biru” na pozycji 112., „Terbunuh Sepi” na pozycji 127.).

## Dyskografia
Albumy studyjne
- 1990: Suit-Suit...He-He (Gadis Sexy)
- 1991: Kampungan
- 1993: Piss
- 1994: Generasi Biru
- 1996: Minoritas
- 1997: Lagi Sedih
- 1998: Tujuh
- 1998: Mata Hati Reformasi
- 1999: 999 + 09, Vol. 1
1999: 999 + 09, Vol. 2
- 2001: Virus
- 2003: Satu Satu
- 2004: Road To Peace
- 2004: PLUR
- 2005: Slankissme
- 2007: Slow But Sure
- 2008: The Big Hip
- 2009: Anthem For The Broken Hearted
- 2010: Jurus Tandur No.18
- 2012: I Slank U The Album
- 2013: Slank Nggak Ada Matinya
- 2015: Restart Hati
- 2017: Palalopeyank
- 2019: Slanking Forever